# Rudolf Bosshard
Rudolf Bosshard (1890-7 de febrero de 1980) fue un deportista suizo que compitió en remo.
Participó en tres Juegos Olímpicos de Verano entre los años 1920 y 1928, obteniendo una medalla de bronce en París 1924 en la prueba de doble scull. Ganó ocho medallas en el Campeonato Europeo de Remo entre los años 1920 y 1927.

## Palmarés internacional
| Juegos Olímpicos   | Juegos Olímpicos       | Juegos Olímpicos  | Juegos Olímpicos |
| Año                | Lugar                  | Medalla           | Prueba           |
| ------------------ | ---------------------- | ----------------- | ---------------- |
| 1924               | París (Francia)        | Medalla de bronce | Doble scull      |
| Campeonato Europeo |                        |                   |                  |
| Año                | Lugar                  | Medalla           | Prueba           |
| 1920               | Mâcon (Francia)        | Medalla de oro    | Ocho con timonel |
| 1922               | Barcelona (España)     | Medalla de oro    | Scull individual |
| 1923               | Como (Italia)          | Medalla de oro    | Scull individual |
| 1923               | Como (Italia)          | Medalla de oro    | Doble scull      |
| 1924               | Lucerna (Suiza)        | Medalla de oro    | Doble scull      |
| 1925               | Praga (Checoslovaquia) | Medalla de plata  | Doble scull      |
| 1926               | Lucerna (Suiza)        | Medalla de oro    | Doble scull      |
| 1927               | Como (Italia)          | Medalla de oro    | Doble scull      |